# Ерин Брокович
Ерин Брокович је америчка биографска драма, снимљена 2000. године. У филму се говори о самохраној мајци која је са мало правног знања тужила велику корпорацију за загађивање воде, у једном граду у Калифорнији. Џулија Робертс је за насловну улогу добила Златни глобус, Награду Удружења филмских критичара за најбољу глумицу у главној улози, Награду Удружења глумаца за најбољу главну глумицу, БАФТА награду, као и Оскар за најбољу главну глумицу. Поред филмова „Мртав угао“ са Сандром Булок, „Ђаво носи Праду“ са Мерил Стрип и „Моја велика мрсна православна свадба“ са Нијом Вардалос, ово је комерцијално најуспешнији филм у групи филмова са главним женским ликом.

## Радња
Енергична, импулсивна и емотивна до безобразлука, лепотица Ерин Брокович, бивша „мис Вичита”, а сада два пута разведена мајка троје деце, тражи посао. Она нема образовање, али има храброст, природну интелигенцију и асертивност.
Када се јагуар залети у њен ауто, Ерин адвокат је Ед Масри, који је изгубио случај на суду због грубог понашања штићеника.
Ерин тражи од адвоката да је унајми и он пристаје. Преузимајући један од случајева без накнаде, она одлази у огромну корпорацију ПГ&Е (Pacific Gas and Electric Company), која трује подземне воде хромом. Породице које живе у области контаминираних резервоара постају жртве: стотине људи се разболело од рака. Компанија је почела да купује њихове домове. Ерин је, схвативши да ствар није чиста, од водопривреде добила документе који потврђују висок садржај хексавалентног хрома у води. Адвокатска канцеларија Еда Масрија кренула је у акцију.
У Ерином животу појавио се веома симпатичан момак Џорџ са дугом плетеницом и мотоциклом Харли-Дејвидсон, који је почео да брине о њеној деци. Ерин је све своје време посветила послу, а Џорџ се претворио у дадиљу. Једног дана није издржао и отишао. Док интервјуише жртве, Ерин сазнаје да је ПГ&Е одавно свестан опасности од хексавалентног хрома. Штавише, из главне канцеларије је дато наређење локалном огранку да уништи огромну количину докумената у архиви. Међутим, службеник који је требало да испуни налог, проучивши неке од докумената, није их уништио. Он каже Ерин да је његов рођак (који је такође радио у фабрици ПГ&Е) недавно умро од рака, а затим предаје Ерин документ који потврђује кривицу менаџмента компаније.
Еринина тужба довела је до тога да је преко 600 људи примило огромну финансијску штету од ПГ&Е, чији су запослени годинама покушавали да прикрију резултате злоупотребе.

## Улоге
| Глумац            | Улога              |
| ----------------- | ------------------ |
| Џулија Робертс    | Ерин Брокович      |
| Арон Екхарт       | Џорџ               |
| Алберт Фини       | Едвард Л. Масри    |
| Марг Хелгенбергер | Дона Џенсен        |
| Трејси Волтер     | Чарлс              |
| Питер Којоти      | Курт Потер         |
| Чери Џонс         | Памела Данкан      |
| Кончата Ферел     | Бренда             |
| Ерин Брокович     | конобарица (камео) |